# Château de Kerlois
Le château de Kerlois est un château situé sur la commune de Pluvigner dans le département du Morbihan.

## Historique
Le château date pour l'essentiel du XVIIe siècle (façade) mais conserve quelques éléments du XVe siècle. Au début de ce siècle, il appartenait alors à Eon de Kernigues, écuyer du duc Jean V de Bretagne. 
En 1607, la seigneurie de Kerlois est acquise par Olivier Le Gouvello, seigneur de Keriolet. Son fils, Pierre de Keriolet, y passe son enfance. La chapelle privée a été bâtie par la mère de celui-ci, en action de grâces pour la conversion de son fils à Loudun.
En 1800, le château est la propriété de la famille Le Bobinnec.